# Rowley (Massachusetts)
Rowley és una població dels Estats Units a l'estat de Massachusetts. Segons el cens del 2000 tenia 5.500 habitants.

## Demografia
Segons el cens del 2000, Rowley tenia 5.500 habitants, 1.958 habitatges, i 1.468 famílies. La densitat de població era de 113,4 habitants/km².
Dels 1.958 habitatges en un 39% hi vivien nens de menys de 18 anys, en un 64,5% hi vivien parelles casades, en un 7,7% dones solteres, i en un 25% no eren unitats familiars. En el 20,1% dels habitatges hi vivien persones soles el 7,3% de les quals corresponia a persones de 65 anys o més que vivien soles. El nombre mitjà de persones vivint en cada habitatge era de 2,77 i el nombre mitjà de persones que vivien en cada família era de 3,23.
Per edats la població es repartia de la següent manera: un 28% tenia menys de 18 anys, un 5,9% entre 18 i 24, un 32,5% entre 25 i 44, un 24,3% de 45 a 60 i un 9,4% 65 anys o més.
L'edat mediana era de 38 anys. Per cada 100 dones de 18 o més anys hi havia 92,1 homes.
La renda mediana per habitatge era de 62.130 $ i la renda mediana per família de 75.527$. Els homes tenien una renda mediana de 49.970 $ mentre que les dones 32.500$. La renda per capita de la població era de 27.413$. Entorn del 3,3% de les famílies i el 4,1% de la població estaven per davall del llindar de pobresa.